# Eulepidotis glaucopasa
Eulepidotis glaucopasa är en fjärilsart som beskrevs av Dyar 1914. Eulepidotis glaucopasa ingår i släktet Eulepidotis och familjen nattflyn. Inga underarter finns listade i Catalogue of Life.